# Alec Craig
Pour les articles homonymes, voir Craig.
Alec Craig né le 30 mars 1884 à Dunfermline, en Écosse (Royaume-Uni), et mort le 25 juin 1945 à Glendale, en Californie (États-Unis) est un acteur britannique.

## Filmographie partielle
- 1936 : Sous les ponts de New York (Winterset) d'Alfred Santell
- 1936 : Marie Stuart (Mary of Scotland) de John Ford : Donal
- 1937 : Crime en haute mer (China Passage) d'Edward Killy : Harvey Dinwiddle
- 1937 : SOS vertu ! (Wise Girl) de Leigh Jason
- 1938 : Mariage incognito (Vivacious Lady) de George Stevens : Joseph
- 1939 : Les Maîtres de la mer (Rulers of the Sea) de Frank Lloyd
- 1939 : Le Secret du docteur Kildare (The Secret of Dr. Kildare), de Harold S. Bucquet
- 1940 : L'Inconnu du troisième étage (Stranger on the Third Floor) de Boris Ingster : L'avocat de Briggs
- 1940 : Le Gant d'or (Golden Gloves) d'Edward Dmytryk
- 1940 : Abraham Lincoln (Abe Lincoln in Illinois) de John Cromwell : Truman Cogdall
- 1940 : Phantom Raiders, de Jacques Tourneur : Andy MacMillan
- 1940 : Three Cheers for the Irish de Lloyd Bacon : Callaghan
- 1942 : Tennessee Johnson, de William Dieterle : Sam Andrews
- 1942 : Jeux dangereux (To Be or Not to Be) d'Ernst Lubitsch : le fermier écossais sans moustache
- 1942 : La Féline (Cat People) de Jacques Tourneur : Le gardien du zoo
- 1942 : The Night Before the Divorce de Robert Siodmak : Jitters Newman, un voleur
- 1942 : Life Begins at Eight-Thirty d'Irving Pichel
- 1943 : Du sang sur la neige (Northern Pursuit) de Raoul Walsh : Angus McBain
- 1943 : Le Vaisseau fantôme (The Ghost Ship) de Mark Robson : L'aveugle
- 1943 : Et la vie recommence (Forever and a Day), film collectif : Le majordome d'Ambrose Pomfret
- 1944 : La Femme aux araignées (Spider Woman), de Roy William Neill : Radlik, alias Mathew Ordway
- 1944 : L'Atavisme qui tue (Jungle Woman) de Reginald Le Borg